# Futbol'nyj Klub Dynamo Kyïv 1992-1993
Questa voce raccoglie le informazioni riguardanti il Futbol'nyj Klub Dynamo Kyïv, meglio conosciuta come Dinamo Kiev, nelle competizioni ufficiali della stagione 1992-1993.

## Stagione
Nella stagione 1992-1993 la Dinamo Kiev, inizialmente allenata da Anatolij Puzač, poi avvicendato per un breve periodo da József Szabó, e infine da Mychajlo Fomenko concluse la stagione vincendo il suo primo campionato ucraino. Il club si aggiudicò anche la sua prima Coppa di Ucraina, battendo in finale per 2-1 il Karpaty. In Coppa UEFA il cammino degli ucraini si fermò ai sedicesimi di finale, per mano dei belgi dell'Anderlecht che vinsero con un risultato complessivo di 7-2.

## Rosa
| N. |                     | Ruolo | Calciatore             |
| -- | ------------------- | ----- | ---------------------- |
|    | Ucraina (bandiera)  | P     | Ihor Kutjepov          |
|    | Lituania (bandiera) | P     | Valdemaras Martinkėnas |
|    | Russia (bandiera)   | D     | Andrej Aleksanenkov    |
|    | Ucraina (bandiera)  | D     | Anatolij Bezsmertnyj   |
|    | Ucraina (bandiera)  | D     | Oleh Volot'ok          |
|    | Ucraina (bandiera)  | D     | Oleh Lužnyj            |
|    | Ucraina (bandiera)  | D     | Anatolij Dem"janenko   |
|    | Ucraina (bandiera)  | D     | Serhij Zajec'          |
|    | Ucraina (bandiera)  | D     | Vitalij Ponomarenko    |
|    | Ucraina (bandiera)  | D     | Mykola Zujenko         |
|    | Ucraina (bandiera)  | D     | Vjačeslav Chruslov     |
|    | Ucraina (bandiera)  | D     | Achrik Cvejba ()       |
|    | Ucraina (bandiera)  | D     | Serhij Šmatovalenko    |
|    | Ucraina (bandiera)  | C     | Pavlo Jakovenko        |

| N. |                         | Ruolo | Calciatore          |
| -- | ----------------------- | ----- | ------------------- |
|    | Ucraina (bandiera)      | C     | Dmytro Topčijev     |
|    | Ucraina (bandiera)      | C     | Volodymyr Šaran     |
|    | Lituania (bandiera)     | C     | Igoris Pankratjevas |
|    | Turkmenistan (bandiera) | C     | Andrej Zav'jalov    |
|    | Ucraina (bandiera)      | C     | Serhij Kovalec'     |
|    | Ucraina (bandiera)      | C     | Andrij Annenkov     |
|    | Ucraina (bandiera)      | C     | Stepan Beca         |
|    | Ucraina (bandiera)      | C     | Serhij Mizin        |
|    | Ucraina (bandiera)      | C     | Vitalij Mintenko    |
|    | Ucraina (bandiera)      | C     | Jurij Hrycyna       |
|    | Ucraina (bandiera)      | A     | Pavlo Škapenko      |
|    | Ucraina (bandiera)      | A     | Serhij Rebrov       |
|    | Ucraina (bandiera)      | A     | Viktor Leonenko     |

## Risultati

### Coppa di Ucraina
| Arbitro: | Abdyš (Sinferopoli) |

|  |           |                                                                              |
|  | Marcatori | 16’, 60’ Hrycyna 38’ Aleksanenkov 65’, 75’ Mintenko 78’ Zujenko 86’ Volot'ok |

| Arbitro: | Pančyk (Sinferopoli) |

|                                           |           |  |
| Hrycyna 16’ (rig.) Mintenko 61’ Mizin 78’ | Marcatori |  |

| Arbitro: | P'janych (Donec'k) |

|  |           |                   |
|  | Marcatori | 44’, 80’ Leonenko |

| Arbitro: | Abdyš (Sinferopoli) |

|                                            |           |             |
| Leonenko 17’, 44’ Škapenko 37’ Zujenko 87’ | Marcatori | 29’ Lachmaj |

| Arbitro: | P'janych (Donec'k) |

|                                             |           |               |
| Rebrov 17’ Mizin 31’, 33’, 62’ Škapenko 89’ | Marcatori | 57’ Korotajev |

| Arbitro: | Zan' (Leopoli) |

|                    |           |                   |
| Pilipenko 65’, 86’ | Marcatori | 11’, 76’ Škapenko |

| Arbitro: | Tuchovskij (Sinferopoli) |

|               |           |            |
| Kandaurov 62’ | Marcatori | 27’ Lužnyj |

| Arbitro: | Kanana (Donec'k) |

|                                          |           |  |
| Rebrov 18’ Mizin 56’ (rig.) Topčijev 64’ | Marcatori |  |

| Arbitro: | P'janych (Donec'k) |

|                           |           |                   |
| Leonenko 23’ Topčijev 64’ | Marcatori | 89’ (rig.) Plotko |

### Coppa UEFA
| Arbitro: | Martín Navarrete |

|               |           |  |
| Jakovenko 46’ | Marcatori |  |

| Arbitro: | Ceccarini |

|                               |           |                          |
| Mandreko 7’ Fjørtoft 15’, 38’ | Marcatori | 45’ (rig.), 87’ Leonenko |

| Arbitro: | McKnight |

|                                                   |           |                           |
| Nilis 25’ Degryse 38’ Versavel 52’ van Vossen 60’ | Marcatori | 20’ Škapenko 54’ Leonenko |

| Arbitro: | Pedersen |

|  |           |                          |
|  | Marcatori | 21’ van Vossen 61’ Nilis |

## Statistiche

### Statistiche di squadra
| Competizione    | Punti | Totale | Totale | Totale | Totale | Totale | Totale | DR  |
| Competizione    | Punti | G      | V      | N      | P      | Gf     | Gs     | DR  |
| --------------- | ----- | ------ | ------ | ------ | ------ | ------ | ------ | --- |
| Vyšča Liha      | 44    | 30     | 18     | 8      | 4      | 59     | 14     | +45 |
| Coppa d'Ucraina | -     | 9      | 7      | 2      | 0      | 29     | 6      | +23 |
| Coppa UEFA      | -     | 4      | 1      | 0      | 3      | 5      | 10     | -5  |
| Totale          | -     | 43     | 26     | 10     | 7      | 93     | 30     | +63 |